# 牛恒
牛恒（1510年—？），字子占，號槐堂，陝西西安府乾州武功縣人，民籍，明朝政治人物。

## 生平
嘉靖十年（1531年）辛卯科陝西鄉試第四十二名舉人。嘉靖十四年（1535年）中式乙未科會試第一百三十一名，登第三甲第二百零二名進士。授壶关知县，有政绩。入为户部主事，监兑密云，時父兆祥任昌平知州，政务闲暇即稱觞膝下，人以为孝思致此奇遇。不久因草场火灾，左迁河间府判，再轉南户部郎，收税维揚，革除积弊，商民便之。後轉周府左長史，进阶大中大夫。

## 家族
曾祖牛宗；祖父牛經，曾任府經歷；父牛兆祥，曾任開封府推官。母王氏；繼母王氏。具慶下。